# Fjärilsliljesläktet
Fjärilsliljesläktet (Nomocharis) är ett botaniskt släkte av växter tillhörande familjen liljeväxter med sex arter. Släktet står de egentliga liljorna (Lilium) nära och skiljs genom att fjärilsliljornas yttre och inre blomblad är olika varandra. De fläckiga kalkbladen saknas vanligen också hos de egentliga liljorna.